# هندو عومارو إبراهيم
هندو عومارو إبراهيم ناشطة بيئية وجغرافية تشادية. وهي منسقة رابطة النساء الفولانيات والشعوب الأصلية في تشاد وشغلت منصب المدير المشارك لجناح مبادرة الشعوب الأصلية العالمية والجناح في مؤتمر الأمم المتحدة للتغير المناخي الحادي والعشرين والثاني والعشرين والثالث والعشرين.

## نشاطها
هندو ناشطة بيئية تعمل لصالح شعبها، شعب المبورورو في تشاد. تلقت تعليمها في العاصمة التشادية نجامينا وكانت تقضي عطلاتها مع السكان الأصليين المبورورو، الذين هم تقليديًا من البدو الرحل ورعاة الماشية. خلال فترة تعليمها، أصبحت مدركة للطرق التي تعرضت فيها للتمييز بصفتها امرأة من السكان الأصليين وكذلك الطرق التي استبعد بها نظرائها من المبورورو من الفرص التعليمية التي تلقتها. لذلك في 1999، أسست جمعية نساء وشعوب الفولاني من السكان الأصليين في تشاد، وهي منظمة مجتمعية تركز على تعزيز حقوق الفتيات والنساء في مجتمع المبورورو وإلهام القيادة والمناصرة في مجال حماية البيئة. حصلت المنظمة على رخصة التشغيل الخاصة بها في 2005 وشاركت منذ ذلك الحين في المفاوضات الدولية بشأن المناخ والتنمية المستدامة والتنوع البيولوجي وحماية البيئة.

## التكريم
في 2018 اختارتها هيئة الإذاعة البريطانية (بي بي سي) ضمن قائمة أكثر 100 امرأة مؤثرة. وفي 2019، أدرجتها مجلة التايم كواحدة ضمن 15 سيدة رائدة في العمل على مكافحة الاحتباس الحراري.

## مؤلفات
- Hindou Oumarou Ibrahim (2019). "Chapter 7: Indigenous people and the fight for survival". في Extinction Rebellion (المحرر). This Is Not a Drill: An Extinction Rebellion Handbook. Penguin Books. ص. 54–57. ISBN:9780141991443.